# Генеральний архів

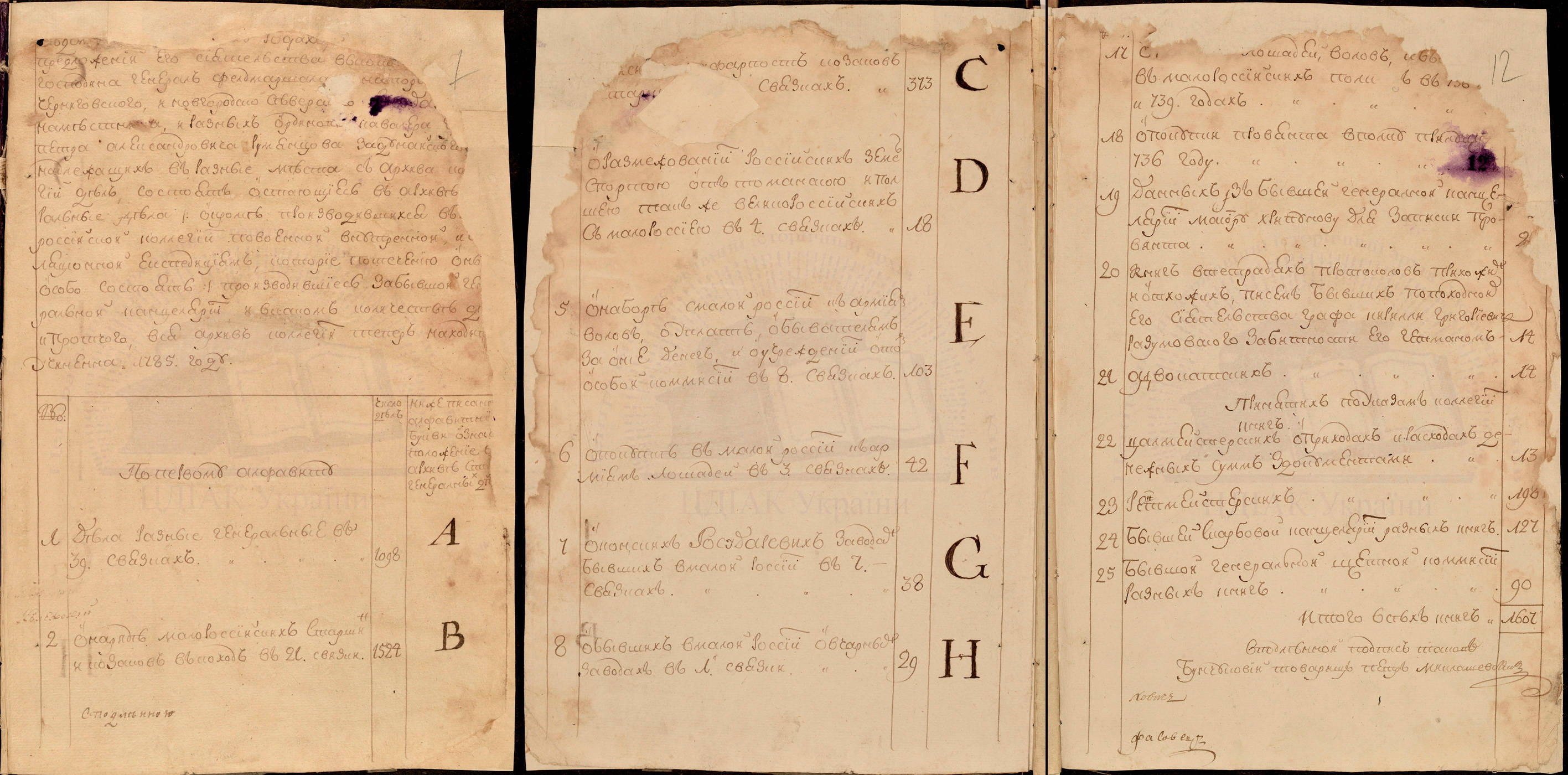
Алфавітний реєстр справами (доданий до рапорту бунчукового товариша Петра Миклашевського та асесора Івана Войцеховича): “вѣдомость, во скольку родах состоят разобранные дѣла, производившиеся в Малороссійской коллегіи по военной, внутренней и апелляціонной експедиціям … производившіеся за бывшей Генеральной канцеляріи и в каком количествѣ дѣл…”

Генеральний архів — зібрання документів та установа, що збирала і зберігала документи реєстрового козацтва.

## Історія
За свідченням польського мемуариста Я.Собеського, генеральний архів перебував при генеральній старшині й призначався для збереження козацьких привілеїв — найважливіших актів, що стосувалися соціально-економічного і політичного статусу реєстрового козацтва у Речі Посполитій. З виникненням Української козацької держави в середині XVII століття генеральний архів набув статусу державної установи. Завдання — нагромадження і збереження документів, що охоплювали сферу зовнішньої та внутрішньої політики, поточне адміністрування. Керував роботою генерального архіву генеральний писар. Перше місце зберігання архіву — Трахтемирів. За Хмельницького переміщено до Чигирина. У ході війни Івана Виговського з Москвою генерального архіву зберігалася у Межигірському Спасо-Преображенському монастирі. З поділом Української козацької держави на Правобережну Україну і Лівобережну Україну у Батурині сформовано окремий архів. Після зречення гетьманства Петра Дорошенком генеральний архів перевезено до Батурина. З перенесенням столиці до Глухова генеральний архів засновано практично заново під назвою «Генеральний Малоросійський архів», який накопичував архівні документи центральних установ Української козацької держави, Правління гетьманського уряду, 1-ї та 2-ї Малоросійської колегій. Після розподілу територїй Гетьманщини на намісництва фонди генерального архіву було поділено за територіальним критерієм між адміністративними центрами намісництв.
Частина архівного матеріалу в роки Хмельниччини перебувала при війську. Генеральний писар возив з собою документи, які могли знадобитися для переговорів з ворогом або з сусідніми державами. Свідчень про структуру генерального архіву доглухівського періоду, його функціонування не збереглося. Опис фондів, проведений 1780 архіваріусом Кедровським, засвідчив, що у ньому зберігалися окремі документи, починаючи з оригіналу привілею 1585, наданого козакам Стефаном Баторієм. Кількість документів генерального архіву помітно зростала з 1672, а особливо з 1722. Фондовий поділ документів, наявних на 1780 у архіві, узгоджено з структурним поділом канцелярії 2-ї Малоросійської колегії. Усі справи поділялися на «генеральні», що стосувалися Лівобережжя в цілому, а також на справи воєнні, внутрішні та апеляційної експедицій. Протягом свого функціонування генеральний архів постійно зазнавав втрат, зокрема під час Берестецької битви 1651, при штурмі Олександром Меншиковим Батуринського замку 1708, пожежах та інших стихійних лихах.